# Deidra Dionne
Deidra Rae Dionne (North Battleford, 5 de febrero de 1982) es una deportista canadiense que compitió en esquí acrobático, especialista en la prueba de salto aéreo.
Participó en dos Juegos Olímpicos de Invierno, en los años 2002 y 2006, obteniendo una medalla de bronce en Salt Lake City 2002, en la prueba de salto aéreo.
Ganó dos medallas de bronce en el Campeonato Mundial de Esquí Acrobático, en los años 2001 y 2003.

## Medallero internacional
| Juegos Olímpicos   | Juegos Olímpicos                | Juegos Olímpicos  | Juegos Olímpicos |
| Año                | Lugar                           | Medalla           | Competición      |
| ------------------ | ------------------------------- | ----------------- | ---------------- |
| 2002               | Salt Lake City (Estados Unidos) | Medalla de bronce | Salto aéreo      |
| Campeonato Mundial |                                 |                   |                  |
| Año                | Lugar                           | Medalla           | Competición      |
| 2001               | Whistler (Canadá)               | Medalla de bronce | Salto aéreo      |
| 2003               | Deer Valley (Estados Unidos)    | Medalla de bronce | Salto aéreo      |